# Tegosa
Genre
Tegosa est un genre de lépidoptères (papillons) de la famille des Nymphalidae, de la sous-famille des Nymphalinae, de la tribu des Melitaeini.

## Dénomination
Le nom de Tegosa leur a été donné par Lionel G. Higgins en 1981.

## Liste des espèces
- Tegosa anieta (Hewitson, 1864); présent  au Mexique, au Costa Rica, à Panama, au Guatemala, en Colombie, au Venezuela, en Équateur, au Honduras,  en Bolivie, et au Pérou.
- Tegosa claudina (Eschscholtz, 1821); présent  au Mexique, au Guatemala, en Colombie, au Venezuela, à Trinité-et-Tobago, au Brésil, en Équateur, au Paraguay, en Argentine, au Pérou et en Guyane.
- Tegosa etia (Hewitson, 1868); présent en Équateur, en Bolivie et au Pérou.
- Tegosa flavida (Hewitson, 1868); présent en Équateur et au Pérou.
- Tegosa fragilis (Bates, 1864); présent au Venezuela et au Brésil.
- Tegosa guatemalena (Bates, 1864); présent au Mexique, au Guatemala et en Équateur.
- Tegosa infrequens Higgins, 1981; présent en Bolivie,  au Brésil et au Pérou.
- Tegosa nazaria (C. & R. Felder, [1867]); présent en Colombie et au Pérou.
- Tegosa nigrella (Bates, 1866); présent au Costa Rica et au Guatemala.
- Tegosa orobia (Hewitson, 1864); présent en Bolivie, au Brésil, au Paraguay et en Argentine.
- Tegosa pastazena (Bates, 1864); présent en Équateur, en Bolivie et au Pérou.
- Tegosa selene (Röber, 1913); présent en Colombie et en Équateur
- Tegosa serpia Higgins, 1981; présent en Bolivie et au Pérou.
- Tegosa tissoides (Hall, 1928); présent en Équateur.

### Source
- « Tegosa », sur funet.fi (consulté le 13 mars 2012)